# 痛くない死に方
『痛くない死に方』（いたくないしにかた）は、2021年2月20日に公開の日本映画。長尾和宏の『痛くない死に方』『痛い在宅医』を原作とし、それぞれ監督は高橋伴明、主演は柄本佑が務める。

## 概要
在宅医療に従事する男性医師が、在宅医としてどうあるべきか模索する姿を描く。当初は2020年夏公開予定だったが、新型コロナウイルス感染症の感染拡大を受けて延期されていた。
第23回上海国際映画祭正式招待作品（パノラマ部門）。

## キャスト
河田仁
演 - 柄本佑
在宅医療に従事する男性医師。
智美
演 - 坂井真紀
肺がん患者の父親のために「痛くない在宅医」として河田を選んだが、結局苦しみ続けて死んでいくのを見て自らを責める。
中井春菜
演 - 余貴美子
長野浩平とともに在宅医療を支える看護師。
本多しぐれ
演 - 大谷直子
肺がん患者である本多彰の妻。
本多彰
演 - 宇崎竜童
河田が新たに担当することになった末期の肺がん患者。性格はとても明るい。
長野浩平
演 - 奥田瑛二
河田の先輩医師。「カルテではなく人を見ろ」がモットー。
大西信満
大西礼芳
井上敏夫
演 - 下元史朗
智美の父。肺がん患者で、在宅医療で河田の治療を受けていたが、苦しみ続けたまま亡くなる。
- 藤本泉
- 梅舟惟永
- 諏訪太朗
- 田中美奈子
- 真木順子
- 亜湖
- 長尾和宏
- 田村泰二郎
- 東山明美
- 安部智凛
- 石山雄大
- 幕雄仁
- 長澤智子
- 鈴木秀人

## スタッフ
- 原作・医療監修：長尾和宏『痛くない死に方』『痛い在宅医』（ブックマン社）
- 監督・脚本：高橋伴明
- 製作：長尾和宏、内槻朗、人見剛史、小林未生和、田中幹男
- プロデューサー：見留多佳城、神崎良、小林良二
- アソシエイトプロデューサー：鈴木祐介、角田陸
- 企画協力：小宮亜里
- 音楽：吉川忠英
- 撮影・照明：今井哲郎
- 美術：丸尾知行
- 録音：西條博介
- 編集：鈴木歓
- 助監督：毛利安孝
- 制作担当：植野亮
- 衣裳：青木茂
- ヘアーメイク：結城春香
- 医療協力：遠矢純一郎、井尾和雄
- 配給・宣伝：渋谷プロダクション
- 制作：G・カンパニー
- 製作：「痛くない死に方」製作委員会（長尾和宏、G・カンパニー、ライツキューブ、渋谷プロダクション、ブックマン社）